# Рошија (Валча)
Рошија (рум. Roșia) насеље је у Румунији у округу Валча у општини Алуну. Oпштина се налази на надморској висини од 305 m.

## Становништво
Према подацима из 2002. године у насељу је живело 704 становника, од којих су сви румунске националности.